# Енмануель Реєс
Енмануель Реєс Пла (ісп. Enmanuel Reyes Pla, 14 грудня 1992, Гавана) — іспанський боксер кубинського походження, призер Олімпійських ігор, чемпіонатів світу та Європи серед аматорів.

## Аматорська кар'єра
Енмануель Реєс народився у Гавані.
2015 року у складі команди «Кубинські приборкувачі» (ісп. Cuba Domadores) брав участь у Світовій серії боксу.
Через велику конкуренцію не проходив до складу збірної Куби і з 2019 року виступає під прапором Іспанії.
На Олімпійських іграх 2020 у першому бою переміг нокаутом Василя Левіта (Казахстан), а у другому програв Хуліо Сезар Ла Крузу (Куба) — 1-4.
На чемпіонаті світу 2021 завоював бронзову медаль.
- В 1/32 фіналу переміг Вагкана Нанітзаняна (Греція) — 4-1
- В 1/16 фіналу переміг Сохеба Буафіа (Франція) — 5-0
- В 1/8 фіналу переміг Хуссейна Ішаіш (Йорданія) — 5-0
- У чвертьфіналі переміг Джамара Таллі (США) — 4-1
- У півфіналі програв Азіз Аббес Мухідіну (Італія) — 1-4

На чемпіонаті Європи 2022 став срібним призером.
- В 1/8 фіналу переміг Радослава Пантелеєва (Болгарія) — 3-2
- У чвертьфіналі переміг Роберта Мартона (Україна) — 5-0
- У півфіналі переміг Нарека Манасяна (Вірменія) — 5-0
- У фіналі програв Азіз Аббес Мухідіну (Італія) — 0-5

На чемпіонаті світу 2023 здобув дві перемоги, а у чвертьфіналі програв Нареку Манасяну (Вірменія).
На Європейських іграх 2023 завоював бронзову медаль.
- В 1/16 фіналу переміг Сохеба Буафіа (Франція) — 4-1
- В 1/8 фіналу переміг Нарека Манасяна (Вірменія) — 5-0
- В 1/4 фіналу переміг Александра Окафора (Німеччина) — 5-0
- У півфіналі програв Джеку Марлі (Ірладія) — 1-4

На Олімпійських іграх 2024 завоював бронзову медаль.
- В 1/8 фіналу переміг Хан Сюжен (Китай) — 4-1
- У чвертьфіналі переміг Віктора Шелстрете (Бельгія) — 5-0
- У півфіналі програв Лорену Альфонсо (Азербайджан) — 1-4